# Pila (protista)
Pila es un género de foraminífero bentónico considerado un sinónimo posterior de Pilammina de la subfamilia Ammovertellininae, de la familia Ammodiscidae, de la superfamilia Ammodiscoidea, del suborden Ammodiscina y del orden Astrorhizida. Su especie-tipo era Pila densa. Su rango cronoestratigráfico abarcaba el Triásico medio.

## Discusión
Clasificaciones previas incluían Pila en el suborden Textulariina del orden Textulariida.

## Clasificación
Pila incluye a la siguiente especie:
- Pila densa †